# Camp de l'Arpa
Camp de l'Arpa fue una revista literaria española que se publicó en Barcelona entre 1972 y 1982. Estaba dedicada tanto a la creación como a la crítica literaria. 
Fundada por José Batlló (editor de la publicación) y Juan Ramón Masoliver (quien fue su director), el primer número se publicó en mayo y tenía una periodicidad bimestral. La revista cesó su actividad en diciembre de 1982, tras haber publicado 106 números.
El primer consejo de redacción estuvo integrado por personalidades como Rafael Ballesteros, Agustín Delgado, Ángel Fierro, José Antonio Llamas, Francisco Lucio o Enrique Molina Campos, y luego se irían incorporando otros escritores, como Rafael Humberto Moreno-Durán en 1978.
Entre sus colaboradores estuvieron Pedro Vergés, Carlos Sahagún, Jorge Rodríguez Padrón, Alfonso Sastre, Jaime Gil de Biedma, Pere Gimferrer, José Ángel Valente, Carlos Barral, etc. En muchos casos, los autores aportaron poemas inéditos que luego publicarían en sus libros. El primero en hacerlo, en el primer número de Camp de l'Arpa, fue Gil de Biedma, quien contribuyó en con tres poemas inéditos que luego publicaría en Las personas del verbo.
En 1981 publicó un número extra dedicado monográficamente a la literatura portuguesa contemporánea.